# Chirinos (ort)
Chirinos är en ort i Honduras.   Den ligger i departementet Departamento de Yoro, i den centrala delen av landet, 160 km norr om huvudstaden Tegucigalpa. Chirinos ligger 726 meter över havet och antalet invånare är 921.
Terrängen runt Chirinos är varierad. Runt Chirinos är det glesbefolkat, med 19 invånare per kvadratkilometer. Närmaste större samhälle är Olanchito, 9,1 km norr om Chirinos. 